# 勃艮第伯国
勃艮第自由伯国（法語：Franche Comté de Bourgogne）、有时也根据其名称中“自由伯国”的法语名音译为“弗朗什-孔泰”（法語：Franche-Comté），是一个曾存在于982年－1678年之间的伯国，从1033年起成为神圣罗马帝国的一部分。勃艮第伯国的领土大约相当于现代法国的弗朗什-孔泰地区（属勃艮第-弗朗什-孔泰大區）。

## 历史
勃艮第伯国的第一代伯爵是奧特·紀堯姆，他于982年被册封为勃艮第伯爵。1002年后，勃艮第伯国成为自由伯国。
1002年，勃艮第公国的勃艮第公爵亨利一世在没有留下合法的继承人的情况下去世，由此引发继承危机。勃艮第伯国宣称拥有勃艮第公国的继承权。但卡佩王朝统治下的法兰西王国也对勃艮第公国拥有主张，导致两国之间爆发继承战争。最后法兰西王国取胜，索恩河以西的勃艮第公国仍归法兰西王国所有。
勃艮第伯国随宗主国阿尔勒王国于1033年并入神圣罗马帝国后，勃艮第伯国仍保持较大自主权。1153年，神圣罗马帝国皇帝腓特烈一世与勃艮第女伯爵比阿特麗斯联姻，获得勃艮第伯国继承权，勃艮第伯国进入霍亨斯陶芬王朝统治阶段。但勃艮第伯国在文化上一直与法兰西王国的联系更强，与德意志的联系则相对较弱。
1335年，勃艮第公国的厄德四世通过一桩与勃艮第女伯爵让娜三世的政治联姻获得了勃艮第伯国的继承权，使勃艮第伯国成为勃艮第公爵名下的领地之一。勃艮第伯国在勃艮第王朝绝嗣后成为了佛兰德伯爵名下的领地。1369年，瓦卢瓦-勃艮第王朝的勃艮第公爵勇敢的菲利普通过与佛兰德女伯爵玛格丽特三世的婚姻重新获得了勃艮第伯国的继承权，再度将勃艮第伯国归入勃艮第公爵名下。

## 终结
1477年，末代勃艮第公爵大胆查理在没有留下合法继承人的情况下战死，勃艮第公爵名下的领地被法兰西王国与奥地利大公国瓜分。根据1482年签订的《阿拉斯条约》，勃艮第伯国归奥地利大公国统治。
17世纪爆发的法荷战争中，太阳王路易十四于1674年攻下勃艮第伯国所在的弗朗什-孔泰地区。1679年，根据结束法荷战争的《尼美根条约》，哈布斯堡王朝将勃艮第伯国割让给法兰西王国，勃艮第伯国的历史就此终结。